# Katarzyna de Valois
Katarzyna Walezjuszka, fr. Catherine de Valois lub Catherine de France (ur. 27 października 1401, zm. 3 stycznia 1437) – królewna francuska z dynastii Walezjuszy, królowa Anglii w latach 1420–1422.
Córka króla Francji – Karola VI Szalonego i Izabeli Bawarskiej. Żona króla Anglii – Henryka V Lancastera i Owena Tudora, dziadka Henryka VII. Matka króla Henryka VI Lancastera i babka króla Henryka VII Tudora.

## Królowa Anglii
2 czerwca 1420, na mocy postanowień pokoju z Troyes, Katarzyna poślubiła króla Henryka V. W lutym 1421 w Westminster Abbey została koronowana na królową Anglii.
Henryk początkowo miał poślubić Izabelę de Valois, starszą siostrę Katarzyny i królową Anglii jako wdowę po Ryszardzie II. Ożenił się z Katarzyną, bo dzięki temu po śmierci swojego teścia miał odziedziczyć tron Francji i połączyć w jednym ręku korony Anglii i Francji. Działo się to w czasie wojny stuletniej, po słynnej bitwie pod Azincourt, którą Francuzi z kretesem przegrali. Henryk był człowiekiem ambitnym i świetnym wojownikiem. W zrealizowaniu marzeń wielu pokoleń władców angielskich, przeszkodziła mu nagła śmierć. Zmarł 31 sierpnia 1422, a na tronie Anglii pozostawił małoletniego syna Henryka VI, którego urodziła mu Katarzyna.

## Wdowieństwo i ponowne małżeństwo

Róża Tudorów

W sytuacji, kiedy Anglia i Francja wciąż znajdowały się w stanie wojny, Anglicy nie polubili swojej „francuskiej” królowej. Owdowiała Katarzyna została wygnana z dworu królewskiego, na pocieszenie otrzymała Wallingford Castle. Tam poznała Owena Tudora, biednego szlachcica walijskiego. O Katarzynie i Owenie zaczęły się szerzyć plotki. Dopiero w 1428 zareagował parlament i zakazał Katarzynie poślubienia ukochanego bez zgody króla lub jego rady. Niektórzy historycy uważają, że Katarzyna mogła być żoną Tudora zanim jeszcze parlament wydał ten akt, a inni, że ich sekretny ślub miał miejsce w 1429.
Katarzyna i Owen uznawani są za protoplastów dynastii Tudorów, ich synowie odegrali ważne role w historii Anglii i w losach monarchii Lancasterów i Yorków. Katarzyna i Owen mieli co najmniej sześcioro dzieci:
- Jacinta (Tacinta?) Tudor (1425/1433–1469), żona Reginalda Greya, barona Wilton
- Owen (Tomasz?) Tudor (1429–1501/1502), mnich
- Edmund Tudor (ok. 1430–1456), 1. hrabia Richmond
- Jasper Tudor (ok. 1431–1495), hrabia Pembroke, 1. książę Bedford
- córka Tudor (ur. ok. 1435), zakonnica
- Małgorzata (Katarzyna?) Tudor (ur. 1437), zmarła w dzieciństwie

## Dziedzictwo
Katarzyna zmarła 3 stycznia 1437 w Londynie. Została pochowana w Westminster Abbey. Owen Tudor w 1461 został zabity przez Yorkistów po bitwie pod Mortimer’s Cross. Ich synowie dostali tytuły hrabiów; Edmund został ojcem króla Anglii – Henryka VII Tudora.

## W kulturze
W filmie Król zagrana przez Lily-Rose Depp.